# Jantarna
Jantarna (ukr. Янтарна, ros. Янтарна) – stacja kolejowa w miejscowości Nowojaworowsk, w rejonie jaworowskim, w obwodzie lwowskim, na Ukrainie.